# Tamara Tyshkevich
Tamara Tyshkevich (Unión Soviética, 31 de marzo de 1931-27 de diciembre de 1997) fue una atleta soviética, especializada en la prueba de lanzamiento de peso en la que llegó a ser campeona olímpica en 1956.

## Carrera deportiva
En los JJ. OO. de Melbourne 1956 ganó la medalla de oro en el lanzamiento de peso, con una marca de 16.59 m que fue récord olímpico, superando a su compatriota Galina Zybina (plata) y a la alemana Marianne Werner (bronce con 15.61 m).